# Si può fare molto con 7 donne
Si può fare molto con 7 donne è un film del 1972 diretto da F.A. King (alias Fabio Piccioni).

## Trama
Un'organizzazione criminale, dedita al traffico internazionale di stupefacenti, si serve di alcune giovani indossatrici ignare a copertura dell'attività illecita. Dopo una sfilata a Roma, una ragazza lo scopre per caso e viene uccisa. 
 Mike, agente dell'Interpol, si finge giornalista, insieme all'amico fotografo Giorgio, per infiltrarsi nell'organizzazione, sgominandola dopo varie peripezie in una missione al Cairo con l'aiuto d'un collega e della polizia locale.